# Longineu W. Parsons III
Longineu W. Parsons III, född 16 februari 1980 i Kalifornien i USA, är en amerikansk musiker, känd som trummis i bandet Yellowcard, och var under en kort period även trummis åt Adam Lambert när Yellowcard hade ett två års uppehåll.